# Ломбок

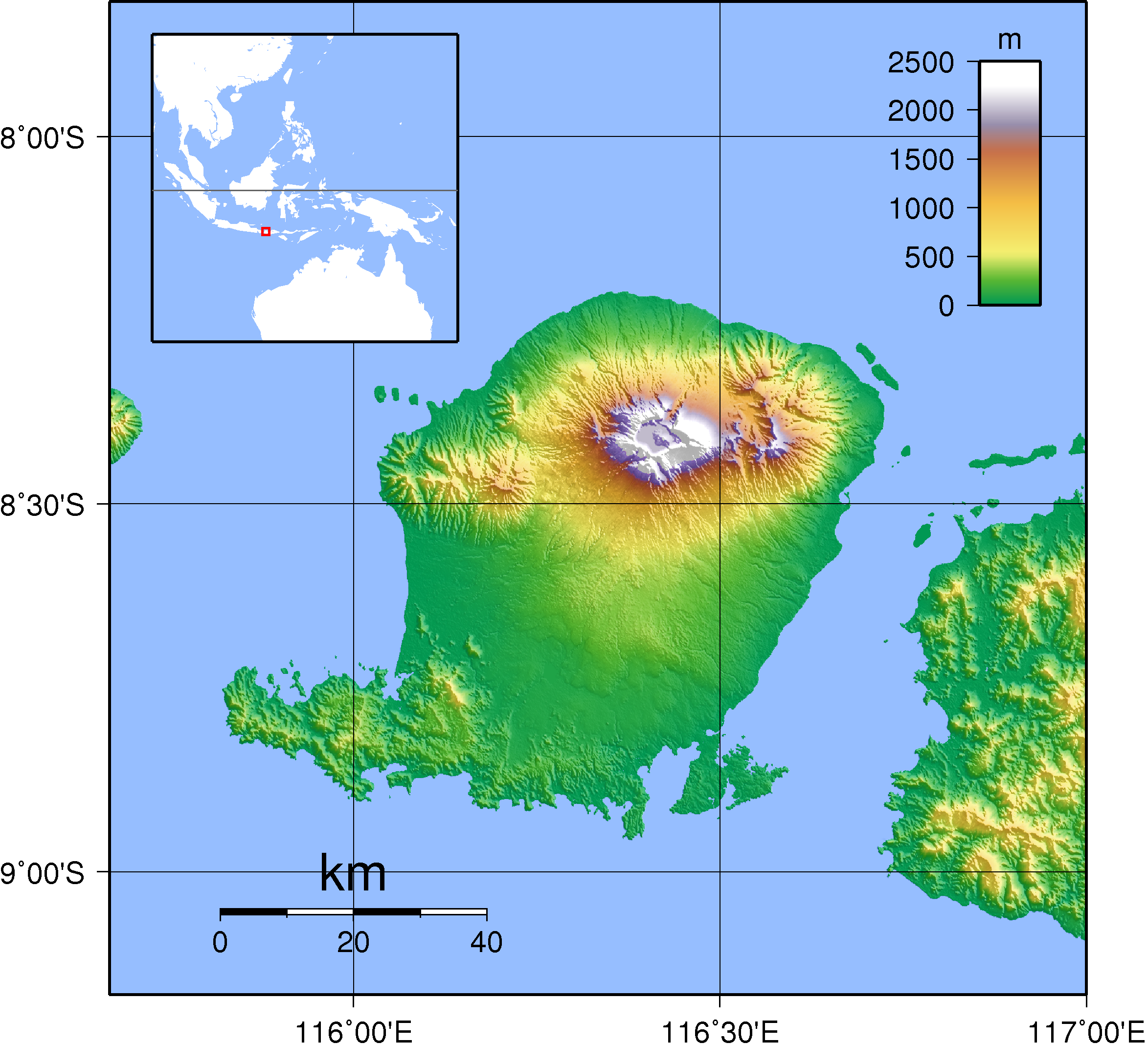
Карта острова

Ломбо́к (Lombok) — острів з групи Малих Зондських островів, входить до складу індонезійської провінції Західні Малі Зондські острови. Розташований за 35 кілометрів на схід від Балі. Острів омивається Індійським океаном з півдня і морем Балі, що відносять до Тихого океану, з півночі. Столицею острова є розташоване на західному узбережжі місто Матарам (Mataram) з населенням 402 тисячі станом на 2008 рік. Свою назву Ломбок отримав через форму острова, яка нагадує місцевий гострий перець «lombok».

## Географія
Острів майже овальної форми розмірами 70 на 80 кілометрів, його площа 4725 км² (за іншими даними 4729 км²). На півночі острова розташовані гори, серед яких третій за розмірами вулкан Індонезії — Рінджані (Rinjani) заввишки 3726 м. Це діючий вулкан і останнє виверження сталося в червні-липні 1994 року. У жерлі вулкана розташоване озеро яке вважається священним. Гора та озеро входять до складу створеного в 1997 році національного парку. Середню частину острова займають рівнини з пагорбами, а на півдні та південному заході розташоване вапнякове плато з висотами до 716 метрів.
Від острова Балі Ломбок відділяє Ломбоцька протока, дно якої утворене глибоким жолобом, тому сусідні острови належать до зоогеографічних зон — Азійської та Австралонезійської відповідно. На схід від Ломбоку за протокою Алас розташований острів Сумбава.
Клімат субекваторіальний мусонний. Щодо вологого сезону, то за різними даними він триває влітку з жовтня по квітень (з листопада по травень, з жовтня по березень). Середньорічні температури коливаються від 26 до 28 °C.
Острів вкритий переважно саванами та рідколіссям, значною мірою перетвореними на сільськогосподарські угіддя. Густі ліси збереглися лише в північних горах.
На острові є родовища свинцевих та цинкових руд.

## Історія
У 1257 р. сталось виверження та вибух вулкана Самалас, яке за останніми дослідженнями вчених, стало причиною похолодання клімату у світі з XIII ст. Хмара від вибуху піднялася вверх на 46 км. Вулканічні опади від цього виверження знайдені в Антарктиді та Гренландії.

## Населення

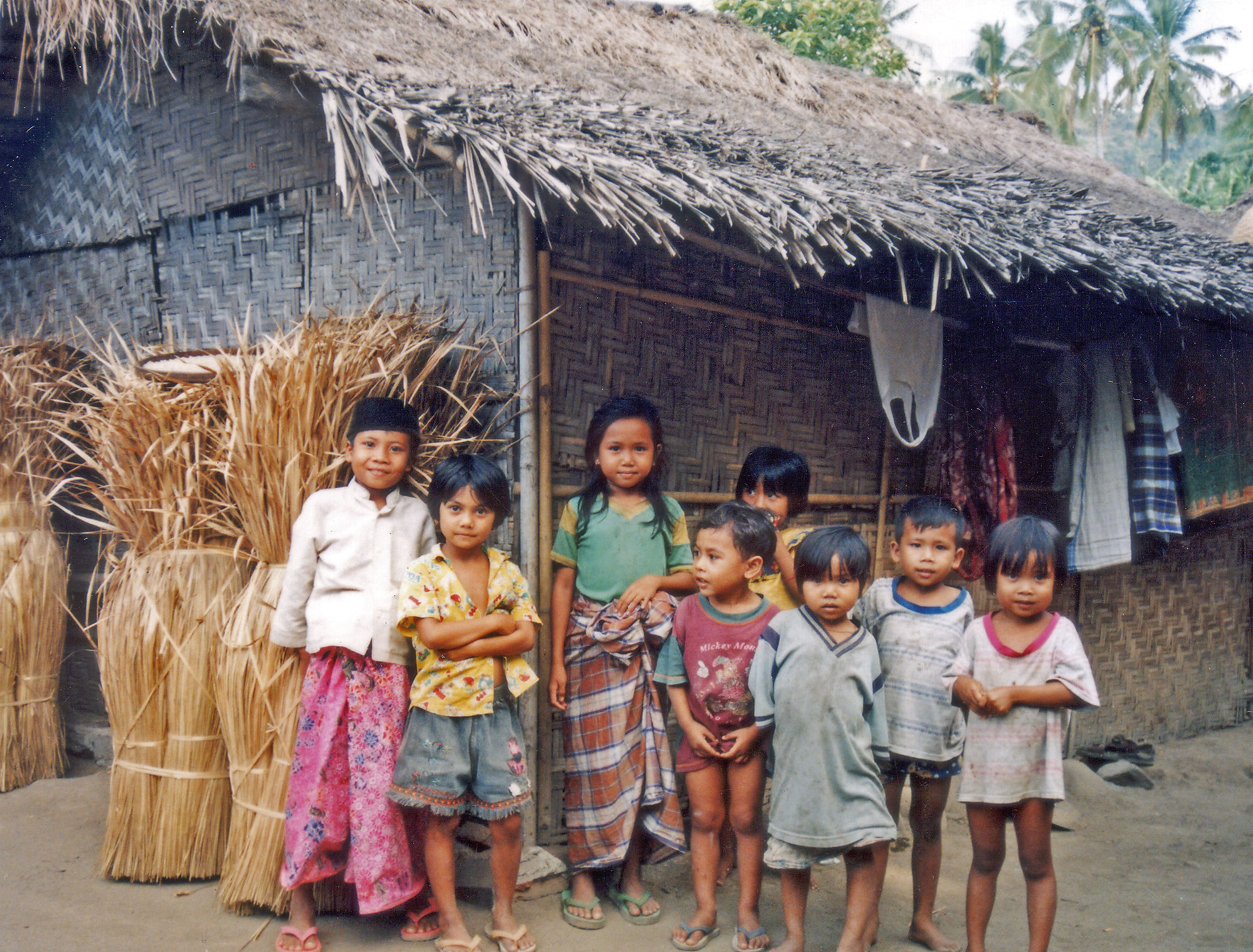
Сасакські діти

За переписом 2010 року на острові живуть 3 166 685 людей. 85 % жителів острова складають сасаки. Цей народ споріднений із балійцями, але відрізняється від них вірою, мовою, культурою і навіть частково зовнішнім виглядом. Як і в більшій частині Індонезії, головною релігією на острові є іслам, який сповідує близько 90 % жителів. Щоправда, місцевий іслам не дуже жорсткий, так званий «іслам векту телу» себто буквально «триразовий іслам». Така назва дана через те, що місцеві мусульмани моляться 3, а не 5 разів на день.
Через тривалий посушливий сезон на Ломбоці вирощують менше рису, ніж звичайно в Індонезії, а його роль основної їжі в місцевій кулінарії займають кукурудза та саго.

## Туризм
З жовтня 2011 року на острові працює міжнародне летовище, тож сюди можна потрапити «навпрошки», а не транзитом через сусідні острови. У разі потреби дорога з чи на Балі займе 30 хвилин перельоту або близько 3 годин на поромі.
У цілому за кліматом Ломбок нагадує сусідній Балі, але дещо сухіший — навіть у вологий сезон дощі рідко коли йдуть довше години. У порівнянні з Балі тут значно менше туристів. На Ломбоці немає такої архітектури, як на Балі, проте він затишніший і має прекрасні краєвиди. Часом кажуть, що загальна атмосфера на Ломбоці схожа на ту, що була на Балі до того як той став туристичною Меккою.
Біля північно-західного узбережжя Ломбоку розташовані три крихітних острівці Гілі (Джілі), які є туристичною принадою та чудовим місцем для підводного плавання.
Хоча Ломбок населений переважно мусульманами, але на острові вільно продаються алкогольні напої.